# Lassbacken
Lassbacken är en bebyggelse strax öster om Norrfjärden i Norrfjärdens socken i Piteå kommun belägen ungefär 1 mil norr om Piteå i Piteå kommun. SCB klassade Lassbacken som en småort vid avgränsningen 1995. Orten hade då 52 invånare och omfattade 8 hektar. Till nästa avgränsning, år 2000, hade befolkningen sjunkit under 50 personer och Lassbacken klassas sedan dess inte längre som en småort.